# فورد تاروس (نسل دوم)
فورد تاروس (نسل دوم) (Ford Taurus (second generation)) خودرویی است که در سال‌های ۱۹۹۲–۱۹۹۵در شیکاگو تولید شده‌است. 
طراحی آن خودروهای موتور جلو-محور جلو بوده است. سیستم جعبه‌دندهٔ آن ۴ دنده به صورت خودکار است.